# درصد
در ریاضیات درصد معادل یک صدم هر چیزی است. و با علامت ٪ مشخص می‌شود. برای مثال، ۴۵٪ یا ٪۴۵ (بخوانید چهل و پنج درصد) برابر ۴۵/۱۰۰ یا ۰٫۴۵ است. در اسناد برای جلوگیری از خطا، به صورت ٪۴۵ نوشته می‌شود؛ به دلیل این که در فارسی از علامت / برای اعداد اعشاری نیز ممکن است استفاده شود و ممکن است ۴۵٪ با ۴۵./. به‌ویژه در دست نوشته‌ها اشتباه شود و اشکال ایجاد کند.
این واحد در ریاضیات بدون بعد است و کاربرد آن در بیان سوددهی یا میزان تغییرات واحد (به‌ویژه در مباحث اقتصادی) است.

## تبدیل کسر به درصد
روش اول: مخرج را تبدیل به ۱۰۰ می کنیم (بعضی مواقع با ضرب و بعضی مواقع با تقسیم) و همین طور برای صورت هم همان عملی که برای مخرج انجام دادیم و مخرج تبدیل به ۱۰۰ شد انجام می دهیم. بعد صورت کسر به دست آمده را جای درصد میگذاریم.
روش دوم: ابتدا صورت کسر را بر مخرج آن تقسیم می‌کنیم. سپس عدد حاصل را بر در ۱۰۰ ضرب می‌کنیم و جواب را با درصد بیان می‌کنیم.